# Мухаммед I (Хорезмшах)
Мухаммед I (*д/н — 1127) — хорезмшах в 1097—1127 роках. Повне ім'я Кутб ад-Дун'я ва ад-Дін Абу'л-Фатх мухаммед Арслан-Тегін ібн Ануш-Тегін. Фактично закріпив власну династію як володарів Хорезмійської держави.

## Життєпис
Син Ануш-Тегіна Ґарчаї, шихне (військового губернатора) міста Хорезм. Про дату народження відсутні відомості. Ще за життя батька здобув гарну освіту в Мерві, вивчивши адаб і релігійні науки. Після смерті батька у 1097 році підтримав еміра Дадбека Хабаші ібн Алтунташа, який захопив Хорасан. Останній повалив хорезмшаха Екінчі ібн Кочкара, поставивши на його місце Кутб ад-Діна Мухаммеда, проте з обмеженими повноваженнями.
У 1100 році під час військової кампанії сельджуцького війська на чолі із Ахмадом Санджаром перейшов на його бік. Після поразки еміра Дадбека було підтверджено посаду і статус кутб ад-Діна. З цього моменту він став повноправним хорезмшахом, визнаючи зверхність Великих Сельджуків. Невдовзі, коли Мухаммед I був відсутній в Хорезмі, Тогрул-Тегін Мухаммед, син колишнього хорезмшаха Екінчі ібн Кочкара, вдерся на його землі на чолі кочових тюркських племен. Кутб ад-Дін зумів доволі швидко повернутися та відбити напад.
Як хорезмшах Мухаммед I проявив себе як здібний адміністратор, покровитель вчених і релігійних діячів. Він був відомий як вольова особистість, мав високий авторитет серед інших васалів Сельджукидів. Кутб ад-Дін Мухаммед доклав чималих зусиль для зміцнення своїх позицій в Хорезмі. Водночас зберігав вірність Санджару, щорічно особисто відвозив усі податки з Хорезму до Мерву (столиці Санджара).
У 1113 або 1114 році зумів залагодити конфлікт між Ахмадом Санджаром, що став султаном Великих Сельджуків, та Мухаммедом Арслан-ханом, правителем держави Караханідів в Самарканді. 1115 року брав участь у поході проти Газневідів. У 1118 році під час військового конфлікту Ахмада Санджара з його небожем Махмудом II, султаном Великих Сельджуків, хорезмшах брав участь у битві при Сейвхі, де війська Махмуда II зазнали нищівної поразки. За це отримав титул Малік Кутб ад-Дун'я ва-б-Дін Абу'л-Фатх My'їн Амір аль-Му'мінін (Правитель, Полюс цього світу і віри, Батько перемоги, Помічник Еміра віруючих)
Помер у 1127 році. Після цього султан Ахмад Санджар призначив новим хорезмшахом старшого сина Мухаммеда I — Атсиза.